# Yohann Diniz
Yohann Diniz (ur. 1 stycznia 1978 w Épernay) – francuski lekkoatleta specjalizujący się w chodzie sportowym.
Na międzynarodowej arenie debiutował w zawodach pucharze Europy w chodzie sportowym oraz pucharze świata w chodzie zajmując w tych zawodach w 2003 i 2004 roku czterdzieste lokaty. W 2006 zdobył złoty medal czempionatu Starego Kontynentu, rok później został w japońskiej Osace wicemistrzem globu. Nie ukończył chodu na 50 kilometrów podczas igrzysk olimpijskich w Pekinie (2008). Jedenasty zawodnik mistrzostw świata z 2009. W 2010 wygrał drugi raz z rzędu mistrzostwa Europy. 12 marca 2011 w Reims ustanowił rekord świata w chodzie na 50 000 metrów, poprawiając (rezultatem 3:35:27,2) wynik swojego rodaka Thierry’ego Toutaina o ponad 5 minut. Na mistrzostwach świata w Daegu (2011) prowadził przez pierwsze kilkanaście kilometrów, lecz został zdyskwalifikowany i nie ukończył rywalizacji w chodzie na 50 kilometrów. Został zdyskwalifikowany w tej samej konkurencji na igrzyskach olimpijskich w 2012 w Londynie. Na mistrzostwach świata w Moskwie (2013) zajął 10. miejsce w chodzie na 50 kilometrów. Rok później triumfował na tym dystansie podczas mistrzostw Europy w Zurychu ustanawiając wynikiem 3:32:33 rekord świata. 8 marca 2015 podczas mistrzostw Francji w Arles ustanowił rekord globu w chodzie na 20 kilometrów – 1:17:02. Złoty medalista mistrzostw świata w Londynie (2017).
Rekord życiowy w chodzie na 50 kilometrów: 3:32:33 (15 sierpnia 2014, Zurych) – rezultat ten jest aktualnym rekordem świata; rekord życiowy w chodzie na 20 kilometrów: 1:17:02 (8 marca 2015, Arles) – były rekord świata, rekord Francji, 6. wynik w historii światowej lekkoatletyki. Diniz był też rekordzistą Francji w chodzie na 20 000 metrów (1:19:42,1 w 2014) oraz jest rekordzistą w chodzie na 5000 metrów na stadionie (18:18,01 w 2008) i w hali (18:16,76 w 2014).

## Osiągnięcia
| Rok  | Impreza                           | Miejsce              | Konkurencja   | Lokata      | Wynik   |
| ---- | --------------------------------- | -------------------- | ------------- | ----------- | ------- |
| 2003 | Puchar Europy w chodzie sportowym | Czeboksary           | chód na 20 km | 40. miejsce | 1:31:45 |
| 2004 | Puchar świata w chodzie sportowym | Naumburg             | chód na 20 km | 40. miejsce | 1:24:28 |
| 2005 | Puchar Europy w chodzie sportowym | Miszkolc             | chód na 50 km | 4. miejsce  | 3:45:17 |
| 2006 | Mistrzostwa Europy                | Göteborg             | chód na 50 km | 1. miejsce  | 3:41:39 |
| 2007 | Puchar Europy w chodzie sportowym | Royal Leamington Spa | chód na 20 km | 1. miejsce  | 1:18:58 |
| 2007 | Mistrzostwa świata                | Osaka                | chód na 50 km | 2. miejsce  | 3:44:22 |
| 2008 | Igrzyska olimpijskie              | Pekin                | chód na 50 km | –           | DNF     |
| 2009 | Puchar Europy w chodzie sportowym | Metz                 | chód na 20 km | 8. miejsce  | 1:26:59 |
| 2009 | Mistrzostwa świata                | Berlin               | chód na 50 km | 11. miejsce | 3:49:03 |
| 2010 | Puchar świata w chodzie sportowym | Chihuahua            | chód na 20 km | –           | DNF     |
| 2010 | Mistrzostwa Europy                | Barcelona            | chód na 50 km | 1. miejsce  | 3:40:37 |
| 2011 | Mistrzostwa świata                | Daegu                | chód na 50 km | –           | DNF     |
| 2012 | Igrzyska olimpijskie              | Londyn               | chód na 50 km | –           | DQ      |
| 2013 | Puchar Europy w chodzie sportowym | Dudince              | chód na 50 km | 1. miejsce  | 3:41:08 |
| 2013 | Mistrzostwa świata                | Moskwa               | chód na 50 km | 10. miejsce | 3:45:18 |
| 2014 | Mistrzostwa Europy                | Zurych               | chód na 50 km | 1.miejsce   | 3:32:33 |
| 2015 | Puchar Europy w chodzie sportowym | Murcja               | chód na 20 km | 3. miejsce  | 1:20:37 |
| 2016 | Igrzyska olimpijskie              | Rio de Janeiro       | chód na 50 km | 8. miejsce  | 3:46:43 |
| 2017 | Mistrzostwa świata                | Londyn               | chód na 50 km | 1. miejsce  | 3:33:12 |
| 2019 | Puchar Europy w chodzie sportowym | Olita                | chód na 20 km | 1. miejsce  | 3:37:43 |
| 2019 | Mistrzostwa świata                | Doha                 | chód na 50 km | –           | DNF     |
| 2021 | Igrzyska olimpijskie              | Tokio                | chód na 50 km | –           | DNF     |